# Ciro de Chiara
Ciro de Chiara (* 1967 in Köln) ist ein deutscher Schauspieler.

## Leben
De Chiara, Sohn einer Kölnerin und eines Neapolitaners, wuchs in Köln auf, wo die Eltern ein Eiscafé betrieben. Seine Liebe zur Schauspielerei wurde durch seinen Vater geweckt, der nicht nur sein Eiscafé unter anderem als Drehort für Fassbinders „Acht Stunden sind kein Tag“ zur Verfügung stellte, sondern auch selbst in Filmen von Peter Beauvais und Jürgen Flimm in Nebenrollen mitspielte. Nachdem jedoch die Bewerbung für seinen Sohn Ciro für zwei Kinderproduktionen des WDR nicht erfolgreich war, wandte sich dieser verstärkt dem Sport zu. Er erlernte Judo und Karate und spielte unter anderem American Football von der Jugendmannschaft bis in die 1. Bundesliga.
Beruflich versuchte sich de Chiara als kaufmännischer Mitarbeiter, war aber auch in der Gastronomie, als Page in einem Kölner Hotel und im Sicherheitsbereich für Veranstaltungen tätig. Schließlich führte ihn der Auftritt als Komparse in Peter Strohm wieder zur Schauspielerei und zur Aufnahme von Sprachunterricht und Rollenstudium. Daraus ergab sich eine erste Gastrolle am Kölner Schauspielhaus, der ein mehrjähriges Engagement folgte. Parallel dazu wirkte er in etlichen Film- und Fernsehproduktionen mit, war im Hörfunk tätig und arbeitete Synchron.
De Chiara hat bislang in fünf Sprachen gedreht und stand neben Deutschland in England, Spanien und Italien vor der Kamera. Er wird gern für Rollen besetzt, die einen Akzent in Italienisch, Russisch, Osteuropäisch, Spanisch oder Türkisch erfordern.

## Filmografie
- 1997:	Die Bubi-Scholz-Story (Fernsehfilm, Regie: Roland Suso Richter)
- 1997:	The Croupier (Regie: Michael Hodges)
- 1997: Schimanski: Die Schwadron (Fernsehreihe, Regie: Josef Rusnak)
- 1998:	Tatort – Streng geheimer Auftrag (Fernsehreihe, Regie: Markus Fischer)
- 1998:	Der Fahnder (Fernsehserie)
- 1998:	Zugvögel … Einmal nach Inari (Regie: Peter Lichtefeld)
- 1999:	Halt mich fest (Fernsehfilm, Regie: Horst Sczerba)
- 2000:	Liebe und andere Lügen (Fernsehfilm, Regie: Konrad Sabrautzky)
- 2001:	Die Motorrad-Cops – Hart am Limit (Fernsehserie)
- 2001:	Die Wache (Fernsehserie)
- 2002:	Tierarzt Dr. Engel (Fernsehserie)
- 2002:	Verhexte Hochzeit (Fernsehfilm, Regie: Kaspar Heidelbach)
- 2002:	Der kleine Mönch (Fernsehserie)
- 2003:	Tatort – Das Phantom (Fernsehreihe, Regie: Kaspar Heidelbach)
- 2003:	Kimme und Dresche (Fernsehfilm, Regie: Stephan Richter)
- 2003:	Ein Fall für Zwei (Fernsehserie)
- 2004:	Die Kommissarin (Fernsehserie)
- 2005:	Kanzleramt (Fernsehserie)
- 2006:	Der Untergang der Pamir (Fernsehfilm, Regie: Kaspar Heidelbach)
- 2010: Der Staatsanwalt (Fernsehserie)
- 2010: MEK 8 (Fernsehserie)
- 2011: Das Haus Anubis (Fernsehserie)
- 2011: Alles was zählt (Fernsehserie)
- 2012: Der Blender (Fernsehfilm, Regie: Tomas Erhart, Tom Gerhardt)
- 2014: Polizeiruf 110 – Im Schatten
- 2018: Tatort – Kopper
- 2019: Alles was zählt (Fernsehserie)

## Theaterrollen
- 1989–1995: Bühnen der Stadt Köln, u. a. in Kannibalen, Der Marquis schreibt einen unerhörten Brief, Waikiki Beach, Die Räuber, Schade, dass sie eine Hure ist, Ein Fest für Boris und Caligula